# Engerda
Engerda ist ein Ortsteil der Gemeinde Uhlstädt-Kirchhasel im Landkreis Saalfeld-Rudolstadt in Thüringen (Deutschland) mit ca. 320 Einwohnern.

## Lage
Engerda liegt im Hexengrund und an der Landesstraße 2391. Rechts und links der Straße im Grund sind meist bewaldete Hänge und Anhöhen bis hinauf zur Ilm-Saale-Platte. Die den Wiedabach aufstauende Talsperre Engerda befindet sich etwas südlich des Dorfes. Wahrzeichen von Engerda ist die Linde, die oberhalb des Dorfes an der Straße nach Schmieden steht.

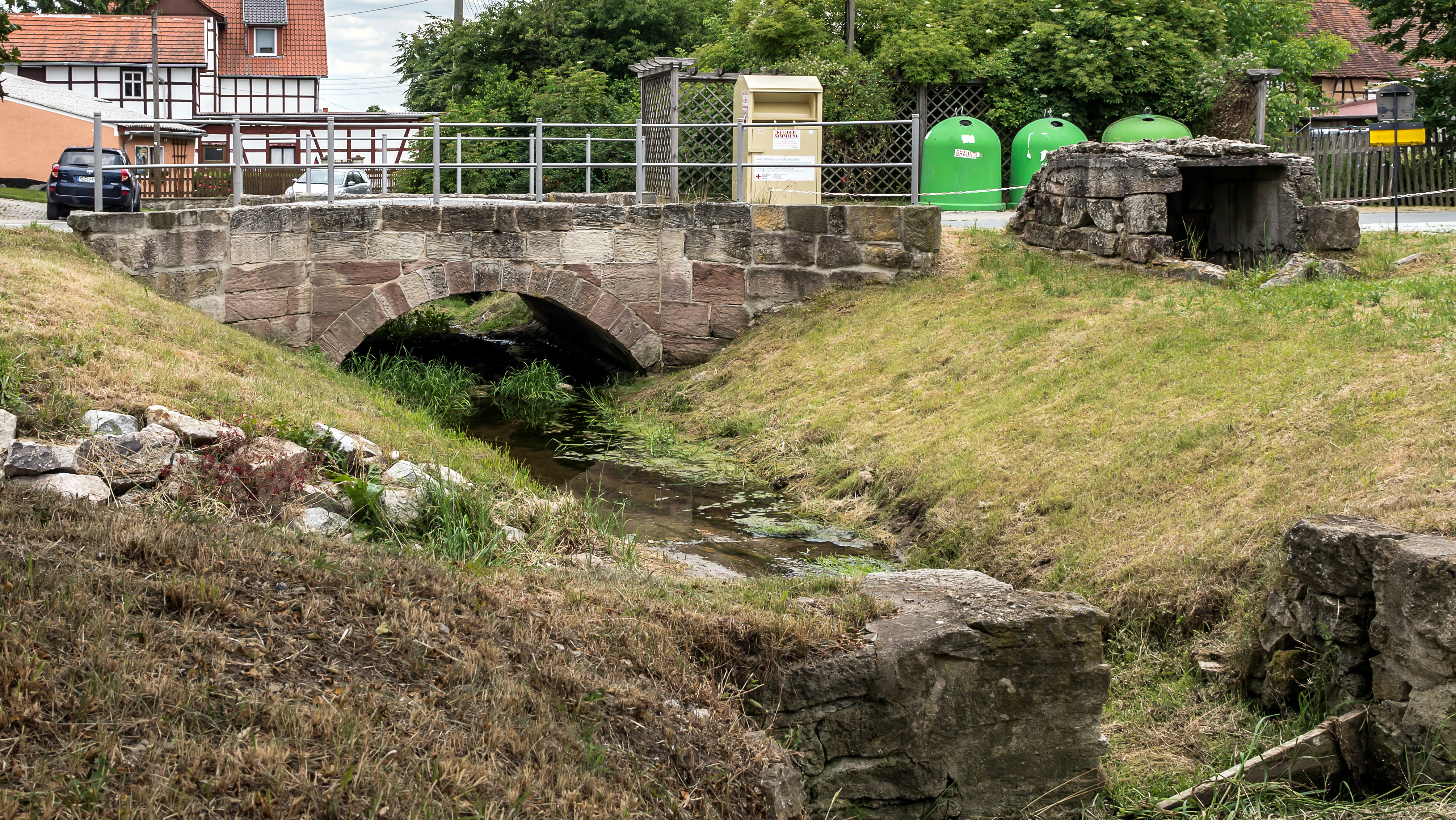
Die Wölbbrücke über den Wiedabach, Kulturdenkmal in Engerda

## Geschichte
Der Ort wurde erstmals 876 als Engride urkundlich erwähnt und ist damit neben Heilingen der älteste Ort der Gemeinde. Von 1991 bis 2002 gehörte der Ort der Verwaltungsgemeinschaft Uhlstädt an. Mit Auflösung dieser am 1. Juli 2002 bildete Engerda mit zehn weiteren Gemeinden die neue Gemeinde Uhlstädt-Kirchhasel.

## Dorfkirche St. Michael
Die 1194 erstmals urkundlich erwähnte Dorfkirche St. Michael hat im Lauf der Jahrhunderte viele bauliche Veränderungen erfahren. Aus dem 12. Jahrhundert sind noch der Eingang und ein romanisches Rundbogenfenster erhalten. Hauptblickpunkt beim Betreten der Kirche ist der um 1350 durch einen Spitzbogen vom Kirchenschiff abgeteilte Altarraum, in dem sich einer der großartigsten Flügelaltäre der mittelalterlichen Saalfelder Werkstätten befindet. Die 1735 erbaute Orgel mit Manual und zehn Registern ist ältestes Zeugnis der Orgelbaukunst von Justinus Ehrenfried Gerhard aus Lindig.

## Tourismus und Vereine
Der Ort bietet eine Vielzahl von Ausflugsmöglichkeiten – ob der Stausee Engerda im Südosten, der Luisenturm im Westen, die historische Hohe Straße auf dem Bergkamm im Norden oder die Burgruine Schauenforst im Osten.
Seit 2009 findet der Hexengrund-Triathlon rund um Engerda statt.
Das Dorf bietet ein reges Vereinsleben. Höhepunkte des Jahres sind Kirschfest, Kirmes und die Faschingsveranstaltungen.